# Lalis (Ort)
Lalis ist ein osttimoresischer Ort im Sucos Cowa (Verwaltungsamt Balibo, Gemeinde Bobonaro). In Karten aus dem Jahr 2008 wird der Ort mit Bauwau oder Bauwai beschriftet, die Aldeia Bawai liegt aber weiter westlich.
Lalis liegt im Osten Cowas in der Aldeia Lalis, auf einer Meereshöhe von 597 m. Das Dorf ist der Hauptort der Aldeia. In der Siedlung treffen Straßen aus Holobili im Osten und Oepauk im Nordosten aufeinander und führen gemeinsam weiter nach Westen als Hauptstraße des Sucos. Der nächste Nachbarort im Westen ist Katimuben (Bawai). Südwestlich von Lalis liegt der Berg Tukufatin (618 m). An dessen Fuß befindet sich an der Straße der Friedhof Beamik.